# 世界清潔日
世界清潔日又名世界清洁地球日，英文为Clean Up the World Weekend (CUW Weekend)，一開始是澳大利亞的帆船選手基爾南在1989年3月發起第一次的雪梨港清潔日。後來才擴大為全球性清潔活動，是由澳大利亚的国际环保组织Clean Up the World的伊恩基南发起，時間是定在9月的第三個週末，現為全球最重要的環境保護活動之一，每年全世界有超過125個國家、4000萬人參加這個活動。2006年的世界清潔日活动时间为9月15日至17日3天。2019年為9月20日至22日舉行。

## 各國推動情形

### 中華民國
在台灣，好鄰居文教基金會從西元2001年起也與該組織合作，發起清潔地球 環保台灣的活動。歷年來中華民國行政院環境保護署也陸續配合各環保團體等單位舉行世界清潔日活動。2018年正式舉辦全國性的世界清潔日活動，以「2018世界清潔日菸灰菸蒂不落地環境教育推廣活動」為主題，並串聯全台各縣市政府與六個環境教育區域中心共同舉辦。

## 外部連結
- 活动发起组织Clean Up the World官方网站*（页面存档备份，存于）
- 世界清潔日活动的台湾官方网站